# 天德广场

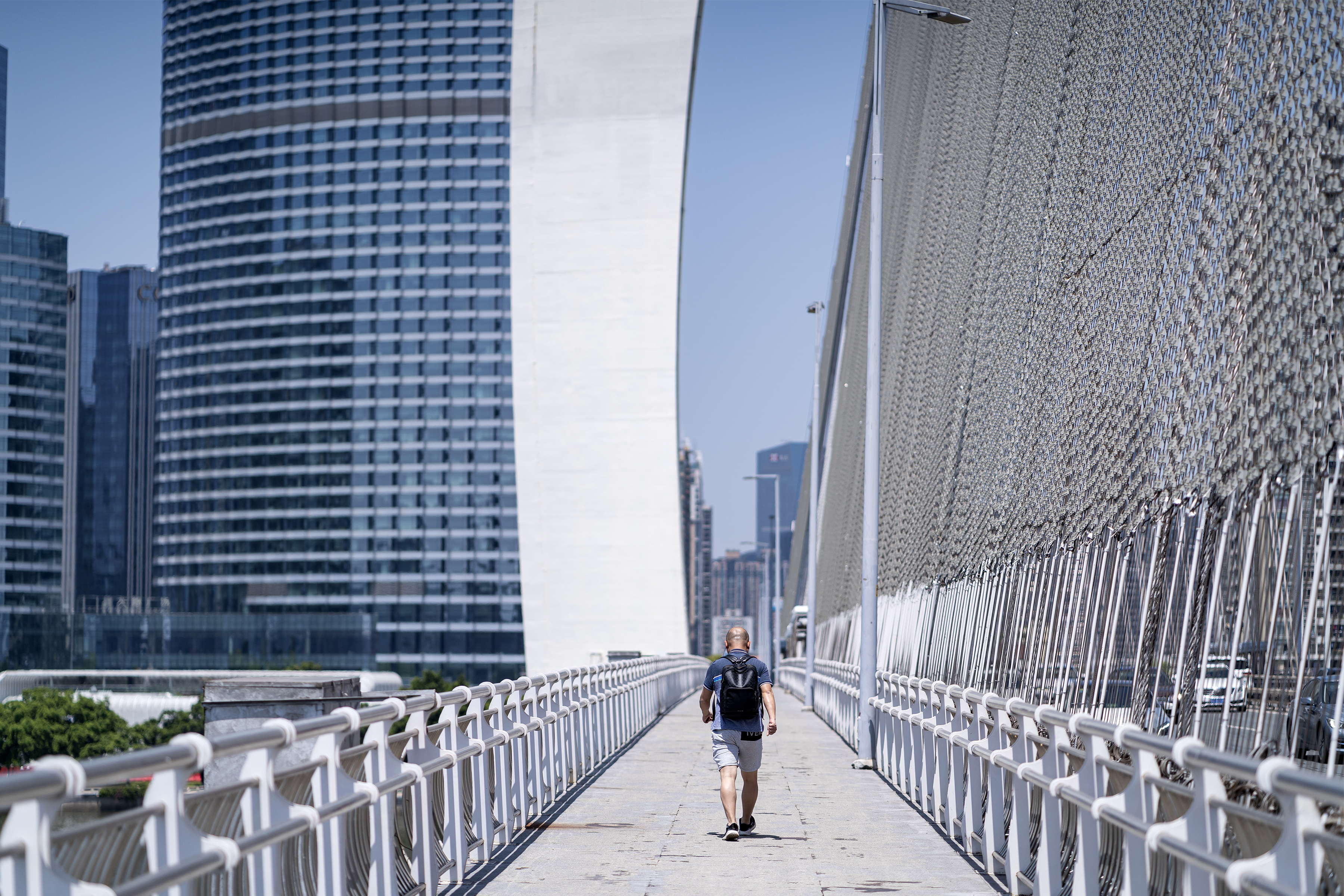
天德广场

天德广场（英语：Tiande Centre）位于中华人民共和国广东省广州市天河区珠江新城临江大道391至395号。它由一座187.9米43层的主塔楼、一座107.05米23层的副塔楼和一座4层高的裙楼组成。

## 邻近车站
- 广州地铁5号线猎德站